# Campeonato femenino sub-20 de la CAF de 2008
El Campeonato femenino sub-20 de la CAF de 2008 fue el IV torneo que decidió qué naciones africanas participarían en la Copa Mundial Femenina de Fútbol Sub-20 de la FIFA.

## Eliminatorias
16 equipos fueron elegidos para participar en la ronda preliminar, 4 decidieron no participar y uno no participó en primera ronda.

### Primera ronda
|                       |          | Camerún    |  | Benín no participó    |  | Benín                           |  |  |
|                       |          | Nigeria    |  | Congo no participó    |  | Congo                           |  |  |
|                       |          |            |  |                       |  |                                 |  |  |
| 13 de enero de 2008   | Acra     | Ghana      |  | 4 : 0                 |  | Guinea                          |  |  |
| 26 de enero de 2008   | Conakri  | Guinea     |  | 0 : 3                 |  | Ghana                           |  |  |
| 17 de febrero de 2008 | Maseru   | Lesoto     |  | 1 : 1                 |  | Botsuana                        |  |  |
| 23 de febrero de 2008 | Gaborone | Botsuana   |  | 3 : 1                 |  | Lesoto                          |  |  |
| 12 de enero de 2008   | Lusaka   | Zambia     |  | 2 : 2                 |  | Egipto                          |  |  |
| 25 de enero de 2008   | Ismailia | Egipto     |  | 1 : 1                 |  | Zambia                          |  |  |
|                       |          | Namibia    |  | Namibia no participó  |  | República Democrática del Congo |  |  |
|                       |          | Zimbabue   |  | Zimbabue no participó |  | Mauricio                        |  |  |
| 13 de enero de 2008   | Pretoria | Sudáfrica  |  | 4 : 0                 |  | Mozambique                      |  |  |
| 26 de enero de 2008   | Maputo   | Mozambique |  | 1 : 3                 |  | Sudáfrica                       |  |  |

### Segunda ronda
| 6 de abril de 2008  | Abuya    | Nigeria                         |  | 1 : 0                 |  | Camerún                         |  |  |
| 19 de abril de 2008 | Yaundé   | Camerún                         |  | 0 : 3                 |  | Nigeria                         |  |  |
| 4 de abril de 2008  | Gaborone | Botsuana                        |  | 4 : 1                 |  | Ghana                           |  |  |
| 20 de abril de 2008 | Acra     | Ghana                           |  | 9 : 0                 |  | Botsuana                        |  |  |
| 4 de abril de 2008  | Kinshasa | República Democrática del Congo |  | 2 : 0                 |  | Egipto                          |  |  |
| 20 de abril de 2008 | Ismailia | Egipto                          |  | 1 : 3                 |  | República Democrática del Congo |  |  |
|                     |          | Sudáfrica                       |  | Mauricio no participó |  | Mauricio                        |  |  |

### Fase final
| Fecha               | Lugar    |                                 |  | Resultado |  |                                 |
| ------------------- | -------- | ------------------------------- |  | --------- |  | ------------------------------- |
| 30 de mayo de 2008  | Acra     | Ghana                           |  | 2 : 3     |  | Nigeria                         |
| 18 de junio de 2008 | Abuya    | Nigeria                         |  | 2 : 0     |  | Ghana                           |
| 31 de mayo de 2008  | Pretoria | Sudáfrica                       |  | 3 : 1     |  | República Democrática del Congo |
| 14 de junio de 2008 | Kinshasa | República Democrática del Congo |  | 2 : 0     |  | Sudáfrica                       |

## Clasificados a laCopa Mundial Femenina de Fútbol Sub-20 de 2008
| Nigeria | República Democrática del Congo |